# 清凉峰
清凉峰为天目山主峰。位于安徽省绩溪县、歙县和浙江省杭州市临安区交界处。山峰主体在安徽省境，一部在浙江省境。也是浙江省杭州市最高点。
浙江省在1979年建立自然保护区。1998年，龙塘山省级自然保护区被列为国家级自然保护区，即临安清凉峰国家级自然保护区。保护区范围亦有所扩大。2003年，临安市境内颊口镇和顺溪镇合并命名为清凉峰镇。安徽省境内的保护区，则在2011年列入国家级自然保护区，即清凉峰国家级自然保护区。两个保护区接壤。

## 相关
- 临安清凉峰国家级自然保护区
- 清凉峰国家级自然保护区